# Эризифе цикориевая
Эризи́фе цико́риевая, также головино́мицес сложноцве́тных (лат. Erysíphe cichoraceárum) — мучнисторосяной гриб рода Эризифе (иногда выделяется в род Головиномицес), обладающий космополитичным ареалом. Чаще всего поражает салат латук, сафлор и другие сложноцветные, нередко отмечается и на видах других семейств.
Определяется по аскам, содержащим 2 споры, и по базальным придаткам, значительно превышающим по длине диаметр плодовых тел. От поражающего тот же широкий спектр видов Sphaerotheca fuliginea (Podosphaera fuliginea), также образующим конидии в длинных цепях, отличается образованием из спор ветвящихся проростковых трубочек, в то время как из спор Sphaerotheca/Podosphaera fuliginea образуются аппрессории.

## Описание
Образует белый или сероватый хорошо развитый мицелий по обеим сторонам листа и на черешках растения-хозяина. Анаморфа Oidium-типа. Конидии расположены в длинных цепях, от эллиптических до бочковидных, 22—45×14—26 мкм.
Образующиеся осенью клейстотеции разбросанные, шаровидные, затем неправильные, 80—135 мкм в диаметре, чёрно-коричневого цвета. Придатки базальные, хорошо развитые, извилистые, переплетающиеся с мицелием, иногда разветвлённые, в 1—4 раза превышающие по длине клейстотеции. Аски в числе 10—15(25) на плодовое тело, (широко)яйцевидные, редко почти шаровидные, 40—90×25—50 мкм. Споры по 2, очень редко по 3 в аске, эллиптические до удлинённо-яйцевидных, 18—30×12—18 мкм.
Поражает самые разнообразные растения семейства Сложноцветные (порядка 230 видов в 50 родах), а также Тыквенные (тыква, арбуз, огурец и другие), Кутровые (кутра, барвинок, ваточник), Мальвовые (абельмош, штокроза, алтей), Норичниковые (наперстянка, львиный зев), Маслинные (ясень), Колокольчиковые (колокольчик, бубенчик) и другие.

## Таксономия
Впервые вид описан Огюстеном Пирамом Декандолем в монографии флоры Франции в 1805 году. Декандоль описывал грибок по двум образцам, в одном случае хозяином был козелец испанский, в другом — козлобородник пореелистный. Лектотипом был впоследствии выбран первый образец. Хранится в гербарии Декандоля в Женевском ботаническом саду.

### Синонимы
- Alphitomorpha circumfusa Schltdl., 1819
- Alphitomorpha communis var. cichoracearum (DC.) Wallr., 1819
- Capnodium lygodesmiae Ellis & Everh., 1895
- Erysiphe ambrosiae Schwein., 1834
- Erysiphe asterum Schwein., 1832
- Erysiphe circumfusa (Schltdl.) Link, 1824
- Erysiphe compositarum Duby, 1830
- Erysiphe fischeri S.Blumer, 1933
- Erysiphe macrocarpa Speer, 1970
- Erysiphe moroczkovskii V.P.Heluta, 1980
- Erysiphe scorzonerae Castagne, 1845
- Erysiphe spadicea Berk. & M.A.Curtis, 1876
- Golovinomyces ambrosiae (Schwein.) U.Braun & R.T.A.Cook, 2009
- Golovinomyces cichoracearum (DC.) V.P.Heluta, 1988
- Golovinomyces fischeri (S.Blumer) U.Braun & R.T.A.Cook, 2009
- Uncinula cichoracearum (DC.) Fuss, 1878

Анаморфы:
- Oidium astericola I.Hino & H.Kato, 1929
- Oidium asteris-punicei Peck, 1911
- Oidium lactucae-debilis Sawada, 1927
- Oidium latisporum U.Braun, 1982
- Oidium parthenii Satyapr. & Ushar., 1981
- Oidium sonchi-arvensis Sawada, 1927
- Oidium tabaci Thüm., 1878